# Stanisław Socha (oficer)
Stanisław Socha (ur. 3 lub 4 stycznia 1891 w Przybyszewie, zm. 1940 w Kalininie) – kapitan kancelaryjny Wojska Polskiego, komisarz Straży Granicznej II RP, ofiara zbrodni katyńskiej.

## Życiorys
Urodził się 3 lub 4 stycznia 1891 w Przybyszewie jako syn Jana i Józefy z domu Nerlo.
Po zakończeniu I wojny światowej został przyjęty do Wojska Polskiego. Został awansowany do stopnia porucznika piechoty ze starszeństwem z dniem 1 czerwca 1919. W 1923, jako oficer nadetatowy 2 pułku Strzelców Podhalańskich w Sanoku, służył w Oddziale V Sztabu Dowództwa Okręgu Korpusu Nr X w Przemyślu. Następnie został zweryfikowany w stopniu porucznika w korpusie oficerów administracji dział kancelaryjny. W 1924 służył w Oddziale Ogólnym DOK X. Został awansowany do stopnia kapitana w korpusie oficerów administracji dział kancelaryjny ze starszeństwem z dniem 1 stycznia 1928 i w tym roku nadal służył w DOK X.
Od 1929 służył w Straży Granicznej. Został awansowany do stopnia komisarza SG. W latach 30. odbywał służbę w Wejherowie. W 1934 był oficerem rezerwy w korpusie administracji WP i pozostawał wówczas w ewidencji Powiatowej Komendy Uzupełnień Gdynia. Od kwietnia 1939 służył w Komendzie Obwodu w Sanoku.
Po wybuchu II wojny światowej w czasie kampanii wrześniowej 1939 nadal pełnił służbę w Komendzie Obwodu w Sanoku. Po agresji ZSRR na Polskę z 17 września 1939 został aresztowany przez Sowietów, a następnie był przetrzymywany w obozie w Ostaszkowie. Na wiosnę 1940 został wywieziony i zamordowany w siedzibie Obwodowego Zarządu NKWD w Kalininie (obecnie Twer) przez funkcjonariuszy oraz pracowników NKWD przybyłych z Moskwy na mocy decyzji Biura Politycznego KC WKP(b) z 5 marca 1940. Jest pochowany na terenie obecnego Polskiego Cmentarza Wojennego w Miednoje.
W 1947 przed Sądem Grodzkim w Sanoku, na wniosek Romualdy Sochowej, zamieszkałej przy ul. Wolności 12 w Jeleniej Górze, toczyło się postępowanie o uznanie za zmarłego Stanisława Sochę.

## Ordery i odznaczenia
- Srebrny Krzyż Zasługi (10 listopada 1928)[9]

## Upamiętnienie
5 października 2007 roku minister obrony narodowej Aleksander Szczygło mianował go pośmiertnie do stopnia nadkomisarza Straży Granicznej. Awans został ogłoszony 9 listopada 2007 roku, w Warszawie, w trakcie uroczystości „Katyń Pamiętamy – Uczcijmy Pamięć Bohaterów”.